# Zòsim (abat)
|  | Per a altres significats, vegeu «Zòsim (desambiguació)». |

Zòsim (Zosimus, Ζώσιμος) fou un religiós grec. Era abat d'un monestir. Va escriure l'obra διαλογισμοί que fou editada per P. Possinus, en el seu Thesaurus Asceticus. Probablement va florir a la regió de Palestina a l'entorn de l'any 430. La seva festa és el 4 d'abril.

## Biografia
Zòsim va néixer a la segona meitat del segle v, durant el regnat de l'emperador Teodosi II. Es va convertir en monjo en un monestir de Palestina a una edat molt jove, guanyant-se la reputació de gran ancià i ascètic. Als cinquanta-tres anys, ara hieromonjo, es va traslladar a un monestir molt estricte situat al desert prop del riu Jordà, on va passar-hi la resta de la seva vida.
És conegut sobretot per la seva trobada amb Maria d'Egipte (commemorada l'1 d'abril). Era costum d'aquell monestir que tots els germans sortissin al desert durant els quaranta dies de la Gran Quaresma. passant el temps en dejuni i pregària, i no tornar fins al Diumenge de Rams. Mentre vagava pel desert es va trobar amb Maria, que li va explicar la seva vida i li va demanar que la trobés l'any següent el Dijous Sant a la vora del Jordà, per tal de portar-li la Sagrada Comunió. Així ho va fer, i el tercer any va tornar a trobar-la al desert, però va trobar que havia mort i la va enterrar. Zòsim té fama d'haver viscut gairebé cent anys.
Tot el que sabem de la vida de Zòsim prové de la Vida de Santa Maria d'Egipte redactada per Sofroni, que va ser el patriarca de Jerusalem del 634 al 638. Sofroni va basar el seu treball en la tradició oral que havia escoltat dels monjos de Palestina. Aquesta Vida es llegeix tradicionalment com a part de les Matines del Gran Canon d'Andreu de Creta, el cinquè dijous de la Gran Quaresma.
La història comparteix moltes similituds amb una registrada a l'església occidental com a una història de Maria Magdalena, amb Zòsim rebatejat com a Maximí, tal com es relata a la Llegenda àuria i en altres llocs. El fresc il·lustrat per Giotto i el seu taller d'Assís, mostra aquesta versió.